# Famotidina
La famotidina è un farmaco con azione è un antagonista competitivo del recettore H2 dell'istamina, che agisce inibendo la secrezione di acido gastrico.
Viene comunemente impiegata per trattare condizioni gastrointestinali legate alla secrezione acida, come le ulcere gastriche e la malattia da reflusso gastroesofageo, sia negli adulti che nei bambini. Rispetto ad altri antagonisti del recettore H2, la famotidina mostra un'elevata selettività verso questo recettore; in uno studio condotto su volontari sani e pazienti affetti da malattia da ipersecrezione acida, la famotidina si è dimostrata circa 20-50 volte più potente nell'inibire la secrezione di acido gastrico rispetto alla cimetidina e otto volte più potente della ranitidina su base ponderale. La famotidina è utilizzata in diverse applicazioni da banco e off-label. Sebbene le formulazioni orali siano più comunemente utilizzate, il farmaco è disponibile in formulazione endovenosa per l'uso in ambito ospedaliero.

## Farmacologia

### Indicazione d'uso
È indicata nei pazienti pediatrici e adulti per il trattamento dell'ulcera duodenale attiva, dell'ulcera gastrica attiva, della malattia da reflusso gastroesofageo sintomatica non erosiva e dell'esofagite erosiva causata da reflusso gastroesofageo, diagnosticata tramite biopsia. È inoltre indicata nei pazienti adulti per il trattamento di condizioni ipersecretorie patologiche come ad esempio, la sindrome di Zollinger-Ellison, le neoplasie endocrine multiple e per ridurre il rischio di recidiva dell'ulcera duodenale.
La formulazione endovenosa del farmaco è disponibile per il trattamento di pazienti ospedalizzati con condizioni ipersecretorie patologiche o ulcere intrattabili, o come alternativa alla forma farmaceutica orale per l'uso a breve termine nei pazienti impossibilitati ad assumere farmaci per via orale.
La famotidina da banco è utilizzata per il trattamento e la prevenzione del bruciore di stomaco causato dal reflusso gastroesofageo nei bambini e negli adulti. Gli usi off-label prevedono il suo impiego nel trattamento della riduzione degli effetti avversi gastrointestinali associati all'uso di antinfiammatori non steroidei, il trattamento dell'orticaria refrattaria, la prevenzione dell'ulcera da stress nei pazienti in condizioni critiche e il sollievo sintomatico della gastrite.
Il farmaco è inoltre attivo verso le seguenti condizioni associate: dolore cronico alla schiena, ulcera duodenale, esofagite erosiva, reumatismi extra-articolari, gastrite, bruciore di stomaco, infezione da Helicobacter pylori, neoplasie endocrine multiple, spasmi muscolari, dolore non specifico post-trauma, osteoartrite, dolore post-operatorio, ulcere da stress, malattia da reflusso gastroesofageo sintomatica non erosiva, sindrome di Zollinger-Ellison, ulcera gastrica attiva, ulcere duodenali acute e ulcerazione gastrointestinale, nonché condizioni ipersecretorie patologiche.

### Farmacodinamica
Il farmaco riduce la secrezione di acido gastrico, sopprime la concentrazione di acido e il contenuto di pepsina e diminuisce il volume della secrezione gastrica. Inibisce inoltre sia la secrezione basale che quella notturna di acido gastrico, così come la secrezione acida stimolata dal cibo, dalla caffeina, dall'insulina e dal pentagastrina.
La molecola ha un'azione terapeutica dose-dipendente, con la dose più elevata che ha la durata d'azione più prolungata e l'effetto inibitorio più elevato sulla secrezione di acido gastrico. In seguito alla somministrazione per via orale, l'effetto si manifesta entro circa un'ora, con il raggiungimento dell'effetto massimo entro 1-3 ore. La durata dell'effetto terapeutico è di circa 10-12 ore.

### Meccanismo d'azione
L'istamina agisce come un ormone locale che stimola la produzione di acido da parte delle cellule parietali mediante un meccanismo paracrino. Le cellule neuroendocrine chiamate cellule enterocromaffini-like si trovano vicino alle cellule parietali e regolano la secrezione basale di istamina. La liberazione di istamina è anche promossa dalla stimolazione da parte dell'acetilcolina e della gastrina, un ormone peptidico. Le cellule G rilasciano la gastrina, che agisce sui recettori CCK2 delle cellule enterocromaffini-like. Questa azione promuove il rilascio di istamina dalle stesse cellule enterocromaffini. Una volta liberata, l'istamina agisce sui recettori H2 espressi sulla membrana basolaterale delle cellule parietali, aumentando i livelli intracellulari di cAMP e attivando le pompe protoniche delle cellule parietali. Le pompe protoniche rilasciano più protoni all'interno del lume dello stomaco, aumentando così la secrezione di acido. Nei casi associati all'ipersecrezione acida, come le ulcere, si verifica una perdita della regolazione della secrezione di acido. La famotidina agisce come antagonista competitivo sui recettori H2 bloccando le azioni dell'istamina.

### Assorbimento
Dopo somministrazione tramite via orale, l'assorbimento del farmaco è dose-dipendente ed incompleto. La sua biodisponibilità tramite somministrazione per via orale varia dal 40% al 50%, e il picco di concentrazione (Cmax) viene raggiunto tra 1 e 4 ore dopo la somministrazione. Sebbene la biodisponibilità possa essere leggermente aumentata con l'assunzione di cibo e ridotta dagli antiacidi, ciò non ha alcuna rilevanza clinica.

#### Volume di distribuzione
Il volume di distribuzione allo stato stazionario varia da 1,0 a 1,3 L/kg. La famotidina viene ritrovata nel latte materno; tuttavia, le concentrazioni nel latte materno sono le più basse rispetto ad altri antagonisti del recettore H2.

#### Legame proteico
Il legame proteico della famotidina varia dal 15% al 22%.

### Metabolismo
Il farmaco subisce un metabolismo epatico di primo passaggio minimo. Circa il 25-30% del farmaco viene eliminato attraverso il metabolismo epatico e l'unico metabolita identificato negli esseri umani è il S-ossido.

#### Via di eliminazione
Circa il 65-70% della dose totale somministrata viene eliminata a livello renale, mentre il 30-35% della dose viene eliminato attraverso il metabolismo epatico. Dopo somministrazione endovenosa, circa il 70% del farmaco viene eliminato nelle urine come farmaco inalterato.

#### Emivita
L'emivita di eliminazione è di circa 2-4 ore. Ci si aspetta che l'emivita aumenti in modo non lineare nei pazienti con una funzionalità renale ridotta.

#### Clearance
La clearance renale è di 250-450 mL/min, indicando una certa quota di escrezione tubulare. Poiché il tasso di clearance renale supera il tasso di filtrazione glomerulare, si ritiene che la famotidina venga eliminata principalmente sia attraverso la filtrazione glomerulare che la secrezione tubulare renale.

### Effetti avversi
Gli effetti avversi della formulazione endovenosa possono verificarsi localmente con irritazione del sito di iniezione; tuttavia, la frequenza non è stata definita. Gli effetti avversi più comuni includono agitazione (14% nei neonati; meno dell'1% negli adulti), mal di testa (5%), vertigini (1%), diarrea (2%) e stitichezza (1%). A causa degli effetti avversi a livello del sistema nervoso centrale, possono essere utilizzati intervalli di dosaggio più lunghi o dosi ridotte per adeguarsi alla conseguente prolungata emivita di eliminazione della famotidina. Si è riscontrato che l'uso della famotidina e di altri inibitori dell'acido gastrico nei pazienti pediatrici è associato a un aumento del rischio di sviluppare polmonite acquisita in comunità e gastroenterite acuta.
I pazienti che utilizzano la famotidina da banco devono informare il proprio operatore sanitario se sperimentano dolore toracico frequente, respiro sibilante o dispnea, soprattutto in caso di bruciore di stomaco, calo ponderale, dolori addominali, bruciore di stomaco per più di 3 mesi, bruciore di stomaco con svenimenti, sudorazione o vertigini. La famotidina da banco deve essere interrotta se il bruciore di stomaco del paziente continua o peggiora, o se viene utilizzata per più di 14 giorni.

### Tossicità
Poiché la famotidina viene principalmente escreta tramite via renale, il rischio di reazioni tossiche potrebbe essere maggiore nei pazienti con funzione renale compromessa. È necessario regolare la dose nei pazienti con moderata a grave compromissione renale. Secondo il foglio illustrativo della famotidina, dosi orali al di fuori delle dosi approvate dalla Food and Drug Administration fino a 640 mg al giorno sono state somministrate a pazienti adulti con stati ipersecretori patologici senza gravi esiti avversi. I casi di sovradosaggio sono simili a quelli riscontrati nell'esperienza clinica normale. Il trattamento di un sovradosaggio dovrebbe includere la rimozione del farmaco non assorbiti dal tratto gastrointestinale, il monitoraggio adeguato del paziente e la terapia di supporto. La famotidina è classificata nella categoria di gravidanza B e dovrebbe essere utilizzata durante la gravidanza solo se necessario. Il farmaco è presente nel latte materno, e la decisione di allattare durante la terapia dovrebbe essere basata sul rapporto tra il rischio per i neonati e i benefici del trattamento per la madre. Rispetto ad altri antagonisti del recettore H2, la famotidina presenta una delle concentrazioni più basse nel latte materno ed è quindi forse uno degli agenti preferiti in questa situazione.
La dose letale DL50 del farmaco somministrato per via orale è di 4049 mg/kg nei ratti e di 4686 mg/kg nei topi, mentre per via sottocutanea è di 800 mg/kg sia nei ratti che nei topi. La dose tossica più bassa negli esseri umani a seguito di somministrazione orale è di 4 mg/kg/7D.
I sintomi di sovradosaggio somigliano agli eventi avversi osservati con l'uso di dosi raccomandate e devono essere trattati con terapia di supporto e sintomatica. Eventuali quantità non assorbite del farmaco devono essere rimosse dal tratto gastrointestinale, e il paziente deve essere monitorato di conseguenza. L'uso dell'emodialisi per eliminare il farmaco dalla circolazione sistemica risulta efficace, ma l'esperienza riguardante l'utilizzo dell'emodialisi per trattare il sovradosaggio di famotidina è limitata nei contesti clinici.

### Interazioni con alimenti
Durante l'assunzione evitare il consumo eccessivo o cronico di alcol in quanto esso aumenta il rischio di irritazione gastrica. Limitare l'assunzione di caffeina e altre bevande acide aumentano il rischio di irritazione gastrica. La famotidina può essere assunta con o senza cibo, ma la presenza di cibo leggermente ne aumenta la biodisponibilità, ma non in misura clinicamente significativa.